# 대한민국 민법 제47조
대한민국 민법 제47조는 증여, 유증에 관한 규정의 준용에 대한 민법총칙 조문이다.

## 조문
제47조(증여, 유증에 관한 규정의 준용) (1) 생전처분으로 재단법인을 설립하는 때에는 증여에 관한 규정을 준용한다.
(2) 유언으로 재단법인을 설립하는 때에는 유증에 관한 규정을 준용한다.

第47條(贈與, 遺贈에 關한 規定의 準用) ① 生前處分으로 財團法人을 設立하는 때에는 贈與에 關한 規定을 準用한다.
②遺言으로 財團法人을 設立하는 때에는 遺贈에 關한 規定을 準用한다.

## 참고 문헌
- 오현수, 일본민법, 진원사, 2014. ISBN 978-89-6346-345-2
- 오세경, 대법전, 법전출판사, 2014 ISBN 978-89-262-1027-7
- 이준현, LOGOS 민법 조문판례집, 미래가치, 2015. ISBN 979-1-155-02086-9

## 같이 보기
- 증여
- 유증
- 출연재산